# Aubin Bradley
Aubin Elizabeth Bradley (* 1. November 2010 in New York City, New York) ist eine US-amerikanische Schauspielerin. Sie spielte die Rolle der Lucy Loud in der Nickelodeon-Comedyserie Willkommen bei den echten Louds sowie in den beiden Filmen Weihnachten bei den echten  Louds und Halloween bei den echten Louds, in denen ihre ältere Schwester Catherine Ashmore Bradley die Rolle der Luan Loud spielt.

## Frühe Lebensjahre
Aubin Bradley ist die jüngere Schwester von Catherine Ashmore Bradley.  Ihr Schauspieldebüt gab sie als Little Cosette auf der Broadway-Tournee von Les Misérables.

## Karriere
Im Jahr 2021 wirkte Aubin Bradley in dem Live-Action-Fernsehfilm basierend auf der Serie Willkommen bei den Louds mit dem Titel Weihnachten bei den echten Louds mit und porträtierte Lucy Loud, während ihre Schwester  Catherine die Rolle von Luan Loud spielte. Aubin und Catherine  wiederholten ihre Rollen in der Spin-off-Fernsehserie Willkommen bei den echten Louds und dem zweiten Fernsehfilm Halloween bei den echten Louds.

## Filmbiografie

### Film
| Jahr | Titel                 | Rolle              |
| ---- | --------------------- | ------------------ |
| 2021 | 40 Nickels            | Saraha’s Schwester |
| 2021 | The Girl who got away | Tracey Fields      |

### Fernsehen
| Jahr      | Titel                       | Rolle                | Wissenswertes                                            |
| --------- | --------------------------- | -------------------- | -------------------------------------------------------- |
| 2019      | Happy!                      | Earnest Kind         | Folge: „Blitzkrieg“                                      |
| 2019      | Madam Secretary             | Molly Jenkins        | Folge: „Tapferkeit“                                      |
| 2020      | Modern Love                 | Amber                | Folge: „Bin ich…? Vielleicht verrät mir dieses Quiz es.“ |
| 2021      | Invasion                    | traumatisierten Kind | Folge: „Letzter Tag“                                     |
| 2021      | A Loud House Christmas      | Lucy Loud            | Fernsehfilm                                              |
| 2022      | Gossip Girl                 | Ana                  | Folge: "Endgültige Absage"                               |
| 2022–2024 | The Really Loud House       | Lucy Loud            | Hauptrolle; 27 Folgen                                    |
| 2023      | Hello tomrrow!              | June                 | 4 Folgen                                                 |
| 2023      | A Really Haunted Loud House | Lucy Loud            | Fernsehfilm                                              |

## Wissenswertes
Über ihre Rolle in The Really Loud House
- Sie lernt ihre Texte immer zusammen mit ihrer Schwester Catherine auswendig.[5]
- Als sie hörte, dass Willkommen bei den echten Louds grünes Licht bekommen hatte, stimmte sie nur dann zu, ihre Rolle als Lucy wieder aufzunehmen, wenn ihre Schwester auch bereit war, ihre Rolle als Luan wieder aufzunehmen.[5]
- Wie Lucy hat Bradley große Freude an übernatürlichen Kräften, gruseligen und dunklen Dingen, an gruseligen Feiern, daran, aufzutauchen und Leute zu erschrecken, und am Lesen (wobei Gedichte nur einen kleinen Teil dazu beitragen).
- Die Produzenten von Weihnachten bei den echten Louds besetzten Bradley für die Rolle der Lucy, ohne zu wissen, dass sie mit ihrer Schwester, die Luan spielt, verwandt ist. Erst am ersten Drehtag wurde dies der Crew klar.[6]
- Irgendwann in der Zukunft würde sie gern an einer Halloween-Live-Action-Produktion von Loud House mitwirken , da Lucy dabei eine wichtige Rolle spielen würde. 
  - Dies wurde schließlich in Halloween bei den echten Louds wahr.